# ليلي مارتن سبنسر
ليلي مارتن سبنسر (بالإنجليزية: Lilly Martin Spencer)‏ هي رسامة أمريكية، ولدت في 26 نوفمبر 1822 في إكزتر في المملكة المتحدة، وتوفيت في 22 مايو 1902 في نيويورك في الولايات المتحدة.

## وصلات خارجية
- ليلي مارتن سبنسر على موقع الموسوعة البريطانية (الإنجليزية)